# Cacia confusa
Cacia confusa är en skalbaggsart som beskrevs av Francis Polkinghorne Pascoe 1857. Cacia confusa ingår i släktet Cacia och familjen långhorningar.
Artens utbredningsområde är Sarawak. Inga underarter finns listade.